# Zubrzyk

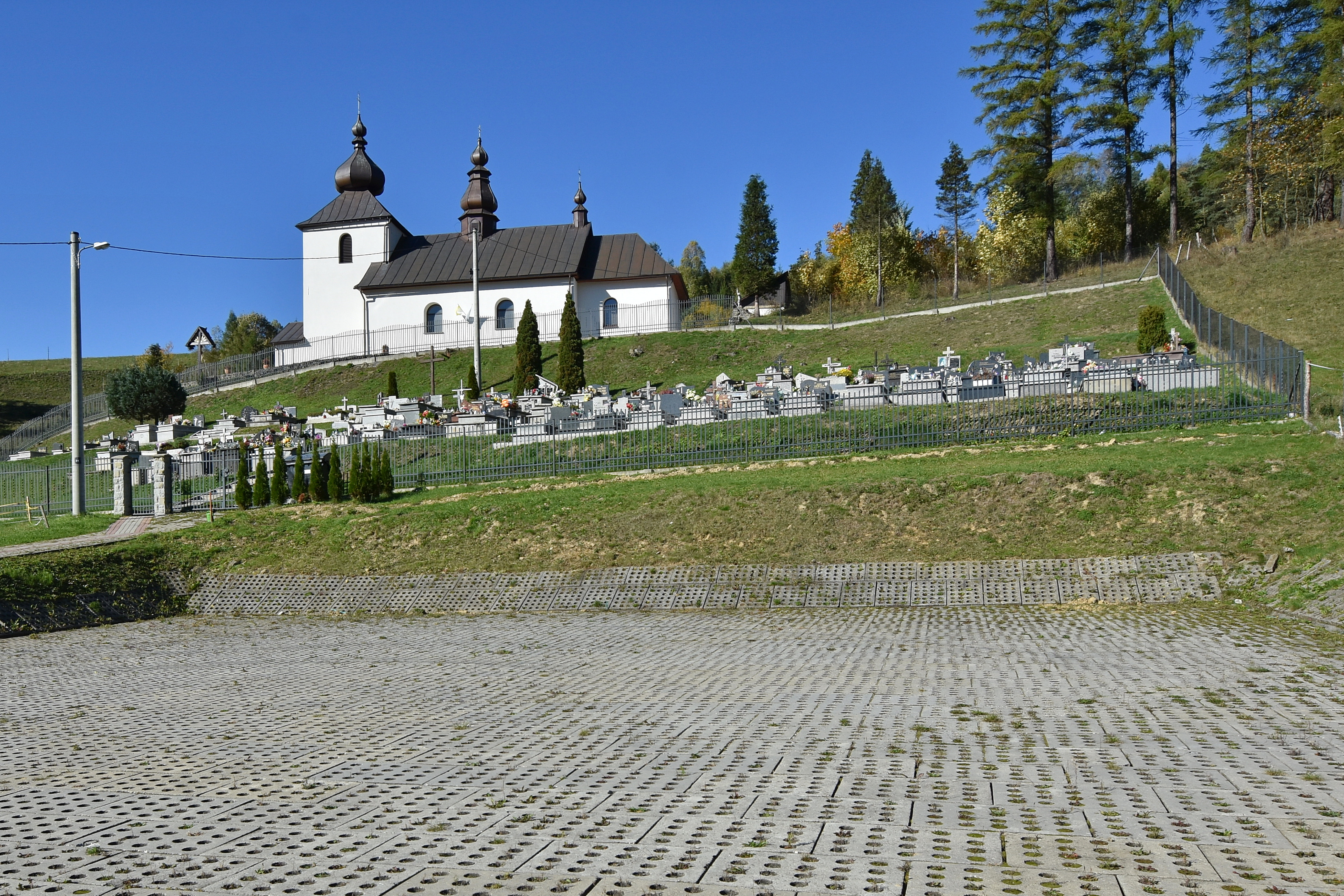
Zabytkowa cerkiew św. Łukasza

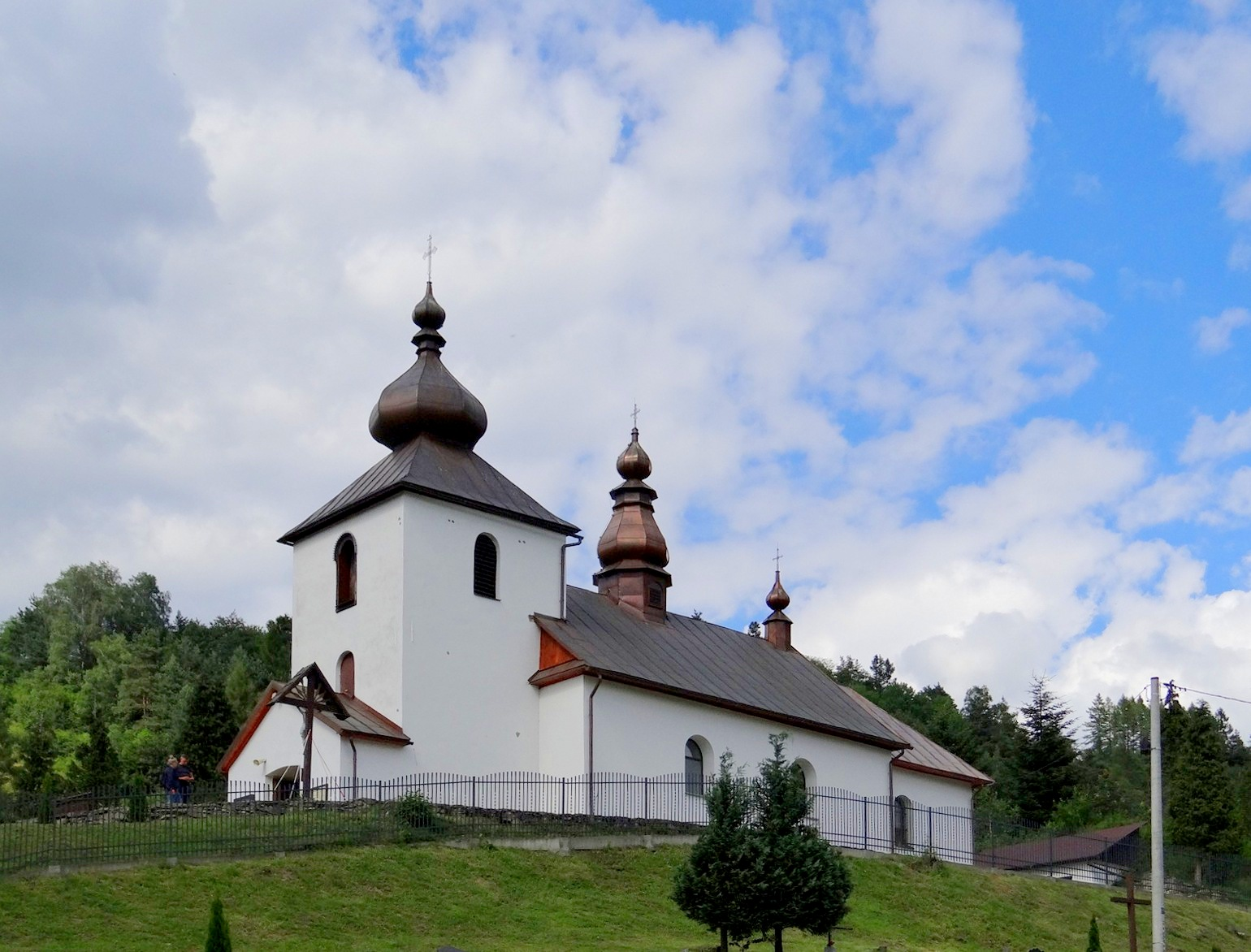
Zdjęcie od frontu na cerkiew

Zubrzyk (j. łemkowski Зубрик) – wieś w Polsce położona w województwie małopolskim, w powiecie nowosądeckim, w gminie Piwniczna-Zdrój.
Wieś biskupstwa krakowskiego w powiecie sądeckim w województwie krakowskim w końcu XVI wieku. W latach 1975–1998 miejscowość administracyjnie należała do województwa nowosądeckiego.

## Położenie
Mała wieś nad Popradem, u stóp Zubrzego Wierchu (860 m n.p.m.), graniczy z Wierchomlą Wielką i Żegiestowem (gm. Muszyna), a przez Poprad ze słowacką wsią Zavodie. Przez wieś przebiega droga wojewódzka 971 oraz linia kolejowa nr 96.

## Historia
Zubrzyk był miejscowością, którą od połowy XVI w. zamieszkiwali Łemkowie. Do okresu zaborów stanowiła część 
państwa muszyńskiego biskupów krakowskich. W 1947 w ramach akcji „Wisła” ludność łemkowska została wysiedlona na Ziemie Odzyskane. Pozostała po nich zabytkowa cerkiew greckokatolicka wybudowana w 1875 roku, która obecnie funkcjonuje jako kościół rzymskokatolicki. Po wykonanym w 2001 roku odwiercie powstała niewielka rozlewnia wody mineralnej zwana Saguaro Muszyńskie.

## Zabytki
Obiekt wpisany do rejestru zabytków nieruchomych województwa małopolskiego.
- cerkiew, obecnie kościół filialny pw. św. Łukasza, otoczenie, ogrodzenie, drzewostan.

## Demografia
W 1921 roku spośród 312 mieszkańców 16 było wyznania rzymskokatolickiego, 292 greckokatolickiego i 4 mojżeszowego. Odzwierciedleniem wyznania była zadeklarowana narodowość – polska dla 16 osób, rusińska dla 292 i żydowska dla 4.
Ludność według spisów powszechnych, w 2009 roku wg PESEL.
| Rok    | 1900 | 1921 | 1931 | 2002 |
| Liczba | 56   | 60   | 61   | 59   |

| Zwierzęta | Konie | Bydło | Owce | Świnie |
| Liczba    | 15    | 194   | 188  | 52     |